# Bhupali
Bhupali is een pentatonische (vijftonige) raga (spreek uit: raag) in de Hindoestaanse muziek. De noten die gebruikt worden zijn: S R G P D. De raag staat bekend om zijn lange meends tussen Sa en Dha, Pa en Ga, en Ga en Re. Belangrijk bij deze meends is om ervoor te zorgen dat Ma en Ni niet hoorbaar zijn, wat associatie met andere raga's zou kunnen suggereren (bijvoorbeeld Deshkar en Shuddh Kalyan).
Cálan:
Lagere gedeelte,
```
S \ 'D / S (heel karakteristiek)
R / G \ R
(R) / P \ G
P \ R / G \ R
R (S) \ 'D / S
```

Hogere gedeelte:
```
G / P (S') \ D / S'
P (S') \ D / S'
D / S' / R'
D / S'/ R' / G' \ R'
S' \ D / S'
S' \ D \ P \ G
G / P / D \ P \ G
R / P \ R / G \ R
S \ 'D / S
```